# Puerilia
Puerilia is een geslacht van hooiwagens uit de familie Cosmetidae.
De wetenschappelijke naam Puerilia is voor het eerst geldig gepubliceerd door M. A. González-Sponga in 1992. 

## Soorten
Puerilia omvat de volgende 2 soorten:
- Puerilia melloleitaoi
- Puerilia psittacoides